# Аустралија на Светском првенству у атлетици на отвореном 2022.
Аустралија је на 18. Светском првенству у атлетици на отвореном 2022. одржаном у Јуџину од 15. до 25. јула учествовала осамнаести пут, односно учествовала је на свим првенствима до данас. Репрезентацију Аустралије представљала су 62 такмичара (31 мушкараца и 31 жене) у 33 атлетске дисциплине (16 мушких и 17 женских).,
На овом првенству Аустралија је освојила 3 медаље (2 златне и 1 бронзана). Све медаље су освојиле жене. Овим успехом Аустралијска атлетска репрезентација је у укупном пласману освајача медаља заузела 6. место..
У табели успешности према броју и пласману такмичара који су учествовали у финалним такмичењима (првих 8 такмичара) Аустралија је са 11 учесника у финалу делила 9. место са 47 бодова.
| Плас. | Земља      | 1. место | 2. место | 3. место | 4. место | 5. место | 6. место | 7. место | 8. место | Бр. финал. | Бод. |
| ----- | ---------- | -------- | -------- | -------- | -------- | -------- | -------- | -------- | -------- | ---------- | ---- |
| =9.   | Аустралија | 2        | 0        | 1        | 1        | 3        | 1        | 2        | 1        | 11         | 47   |

## Учесници
| Мушкарци: - Роан Браунинг — 100 м - Џејк Доран — 100 м - Калаб Ло — 200 м - Ејдан Марфи — 200 м - Алекс Бек — 400 м - Стивен Соломон — 400 м - Питер Бол — 800 м - Стјуарт Максвејн — 1.500 м - Оливер Хор — 1.500 м - Метју Рамсден — 1.500 м, 5.000 м - Кај Робинсон — 5.000 м - Џек Рејнер — 10.000 м - Николас Хог — 110 м препоне - Крис Даглас — 110 м препоне - Едвард Трипас — 3.000 м препреке - Бен Бакингхам — 3.000 м препреке - Деклан Тингеј — 20 км ходање - Ридиан Каули — 20 км ходање, 35 км ходање - Кајл Свон — 20 км ходање - Карл Гибонс — 35 км ходање - Џоел Баден — Скок увис - Џоел Рит — Скок увис - Кертис Маршал — Скок мотком - Хенри Фрејн — Скок удаљ - Кристофер Митревски — Скок удаљ - Метју Дени — Бацање диска - Камерон Мекинтајер — Бацање копља - Круз Хоган — Бацање копља - Седрик Дублер — Десетобој - Данијел Голубовић — Десетобој - Ешли Молони — Десетобој | Жене: - Бри Мастерс — 100 м - Фавор Офили — 200 м - Ела Коноли — 200 м - Катриона Бисет — 800 м - Клаудија Холингсворт — 800 м - Тес Кирсоп-Кол — 800 м - Џесика Хал — 1.500 м - Џорџија Грифит — 1.500 м - Линден Хол — 1.500 м - Роуз Дејвис — 5.000 м - Натали Руле — 5.000 м - Сара Клајн — Маратон - Мишел Џенеке — 100 м препоне - Селест Мучи — 100 м препоне - Лиз Клеј — 100 м препоне - Сара Карли — 400 м препоне - Ејми Кешин — 3.000 м препреке - Бриел Ербахер — 3.000 м препреке - Кара Фејн Рајан — 3.000 м препреке - Џемама Монтаг — 20 км ходање - Ребека Хендерсон — 20 км ходање - Кели Рудик — 35 км ходање - Еленор Патерсон — Скок увис - Никола Олислагерс — Скок увис - Нина Кенеди — Скок мотком - Брук Бушкуел — Скок удаљ - Саманта Дале — Скок удаљ - Александра Хали — Бацање кладива - Келси-Ли Робертс — Бацање копља - Мекензи Литл — Бацање копља - Кетрин Мичел — Бацање копља |

## Освајачи медаља (3)

### злато (2)
- Еленор Патерсон — Скок увис
- Келси-Ли Робертс — Бацање копља

### бронза (1)
- Нина Кенеди — Скок мотком

## Резултати

### Мушкарци
| Атлетичар           | Дисциплина       | Лични рекорд | Квалификације     | Квалификације     | Полуфинале            | Полуфинале            | Финале                | Финале       | Детаљи |
| Атлетичар           | Дисциплина       | Лични рекорд | Резултат          | Место             | Резултат              | Место                 | Резултат              | Место        | Детаљи |
| ------------------- | ---------------- | ------------ | ----------------- | ----------------- | --------------------- | --------------------- | --------------------- | ------------ | ------ |
| Роан Браунинг       | 100 м            | 10,01        | 10,22 (.218)      | 5. у гр. 1        | Нису се квалификовали | Нису се квалификовали | Нису се квалификовали | 35 / 67 (71) |        |
| Џејк Доран          | 100 м            | 10,15        | 10,29             | 6. у гр. 5        | Нису се квалификовали | Нису се квалификовали | Нису се квалификовали | 41 / 67 (71) |        |
| Калаб Ло            | 200 м            | 20,63        | 20,50 КВ, ЛР      | 3. у гр. 6        | 20,72                 | 7. у гр. 3            | Није се квалификовао  | 21 / 44 (49) |        |
| Ејдан Марфи         | 200 м            | 20,41        | 20,75             | 6. у гр. 5        | Није се квалификовао  | Није се квалификовао  | Није се квалификовао  | 36 / 44 (49) |        |
| Алекс Бек           | 400 м            | 45,54        | 45,99 кв          | 5. у гр. 5        | 46,21                 | 8. у гр. 1            | Није се квалификовао  | 23 / 41      |        |
| Стивен Соломон      | 400 м            | 44,94        | 46,87             | 6. у гр. 1        | Није се квалификовао  | Није се квалификовао  | Није се квалификовао  | 36 / 41      |        |
| Питер Бол           | 800 м            | 1:44,00 НР   | 1:45,50 КВ        | 1. у гр. 2        | 1:45,58 кв            | 3. у гр. 1            | 1:45,51               | 7 / 42 (45)  |        |
| Стјуарт Максвејн    | 1.500 м          | 3:29,51 НР   | 3:34,91 КВ, ЛРС   | 2. у гр. 2        | 3:35,07 КВ            | 5. у гр. 2            | 3:33,24 ЛРС           | 9 / 41 (42)  |        |
| Оливер Хор          | 1.500 м          | 3:32,35      | 3:36,17 КВ        | 1. у гр. 1        | 3:38,36               | 10. у гр. 1           | Није се квалификовао  | 18 / 41 (42) |        |
| Метју Рамсден       | 1.500 м          | 3:34,08      | 3:39,83           | 9. у гр. 3        | Није се квалификовао  | Није се квалификовао  | Није се квалификовао  | 21 / 41 (42) |        |
| Метју Рамсден       | 5.000 м          | 13:16,63     | 13:52,90          | 16. у гр. 2       |                       |                       | Нису се квалификовали | 35 / 41 (42) |        |
| Кај Робинсон        | 5.000 м          | 13:20,17     | 13:27,03          | 8. у гр. 1        | 20 / 41 (42)          |                       | Нису се квалификовали |              |        |
| Џек Рејнер          | 10.000 м         | 27:15,35 НР  |                   |                   |                       |                       | 28:24,12              | 19 / 24      |        |
| Николас Хог         | 110 м препоне    | 13,38        | 13,51 кв          | 5. у гр. 2        | 13,42 (.415)          | 7. у гр. 3            | Није се квалификовао  | 15 / 38 (40) |        |
| Крис Даглас         | 110 м препоне    | 13,65        | 13,95             | 8. у гр. 4        | Није се квалификовао  | Није се квалификовао  | Није се квалификовао  | 36 / 38 (40) |        |
| Едвард Трипас       | 3.000 м препреке | 8:19,60      | 8:23,83           | 6. у гр. 2        |                       |                       | Нису се квалификовали | 20 / 40 (41) |        |
| Бен Бакингхам       | 3.000 м препреке | 8:19,79      | 8:29,15           | 9. у гр. 1        | 27 / 40 (41)          |                       | Нису се квалификовали |              |        |
| Деклан Тингеј       | 20 км ходање     | 1:20:44      |                   |                   |                       |                       | 1:23:28               | 17 / 43 (45) |        |
| Ридиан Каули        | 20 км ходање     | 1:20:19      | 1:23:37           | 19 / 43 (45)      |                       |                       |                       |              |        |
| Кајл Свон           | 20 км ходање     | 1:21:39      | 1:28:43           | 33 / 43 (45)      |                       |                       |                       |              |        |
| Ридиан Каули        | 35 км ходање     | 2:37:57      | 2:30:34 НР, ЛР    | 18 / 40 (50)      |                       |                       |                       |              |        |
| Карл Гибонс         | 35 км ходање     | 2:43:04      | Није завршио трку | Није завршио трку |                       |                       |                       |              |        |
| Џоел Баден          | Скок увис        | 2,30         | 2,28 кв, ЛРС      | 4. у гр. Б        |                       |                       | 2,27                  | 10 / 30 (31) |        |
| Џоел Рит            | Скок увис        | 2,25         | 2,17              | 12. у гр. А       | Нису се квалификовали | 26 / 26 (29)          |                       |              |        |
| Кертис Маршал       | Скок мотком      | 5,82         | 5,50              | 14. у гр. А       | Нису се квалификовали | 24 / 28 (32)          |                       |              |        |
| Хенри Фрејн         | Скок удаљ        | 8,34         | 7,99 кв           | 6. у гр. А        | 7,80                  | 12 / 29 (32)          |                       |              |        |
| Кристофер Митревски | Скок удаљ        | 8,21         | 7,82              | 9. у гр. Б        | Није се квалификовао  | 17 / 29 (32)          |                       |              |        |
| Метју Дени          | Бацање диска     | 67,07        | 66,98 кв          | 2. у гр. Б        | 65,43 ЛР              | 6 / 32                |                       |              |        |
| Камерон Мекинтајер  | Бацање копља     | 81,96        | 77,50             | 11. у гр. Б       | Нису се квалификовали | 21 / 27 (28)          |                       |              |        |
| Круз Хоган          | Бацање копља     | 79,25        | 73,03             | 13. у гр. А       | Нису се квалификовали | 26 / 27 (28)          |                       |              |        |

#### Десетобој
| Атлетичар         | Дисциплина | 100 м        | Даљ      | Кугла     | Вис      | 400 м     | 110 м пр.    | Диск      | Мотка    | Копље     | 1.500 м     | Укупно    | Пласман      | Белешка |
| ----------------- | ---------- | ------------ | -------- | --------- | -------- | --------- | ------------ | --------- | -------- | --------- | ----------- | --------- | ------------ | ------- |
| Седрик Дублер     | Резултат   | 10,93 (.921) | 7,56 ЛРС | 12,87     | 2,08     | 47,71     | 14,28        | 42,88     | 5,10 ЛРС | 54,76     | 4:37,26 ЛРС | 8.246     | 8 / 18 (23)  |         |
| Седрик Дублер     | Бодови     | 876          | 950      | 659       | 878      | 923       | 939          | 723       | 941      | 659       | 698         | 8.246     | 8 / 18 (23)  |         |
| Данијел Голубовић | Резултат   | 10,99        | 6,96 ЛРС | 15,00     | 1,96 ЛРС | 49,44 ЛРС | 13,92 (.913) | 46,37     | 4,60     | 56,75 ЛРС | 4:29,67 ЛРС | 8.071 ЛРС | 14 / 18 (23) |         |
| Данијел Голубовић | Бодови     | 863          | 804      | 790       | 767      | 841       | 985          | 795       | 790      | 689       | 747         | 8.071 ЛРС | 14 / 18 (23) |         |
| Ешли Молони       | Резултат   | 10,49 ЛРС    | 7,46     | 14,28 ЛРС | 1,96     | 46,88 ЛРС | 14,46 ЛРС    | 42,45 ЛРС | НС       |           |             |           | НЗ           |         |
| Ешли Молони       | Бодови     | 977          | 925      | 745       | 767      | 964       | 916          | 715       |          |           |             |           | НЗ           |         |

### Жене
| Атлетичарка          | Дисциплина       | Лични рекорд | Квалификације      | Квалификације      | Полуфинале            | Полуфинале            | Финале                | Финале                | Детаљи |
| Атлетичарка          | Дисциплина       | Лични рекорд | Резултат           | Место              | Резултат              | Место                 | Резултат              | Место                 | Детаљи |
| -------------------- | ---------------- | ------------ | ------------------ | ------------------ | --------------------- | --------------------- | --------------------- | --------------------- | ------ |
| Бри Мастерс          | 100 м            | 11,33        | 11,29 (.283)       | 4. у гр. 7         | Није се квалификовала | Није се квалификовала | Није се квалификовала | 30 / 49               |        |
| Фавор Офили          | 200 м            | 22,70        | 23,22 КВ           | 3. у гр. 6         | 23,14                 | 8. у гр. 1            | Није се квалификовала | 20 / 44 (45)          |        |
| Ела Коноли           | 200 м            | 22,95        | 23,27 (.264)       | 5. у гр. 5         | Није се квалификовала | Није се квалификовала | Није се квалификовала | 29 / 44 (45)          |        |
| Катриона Бисет       | 800 м            | 1:58,09      | 2:22,25 кв         | 7. у гр. 2         | 2:05,20               | 9. у гр. 2            | Није се квалификовала | 26 / 45               |        |
| Клаудија Холингсворт | 800 м            | 2:01,60      | 2:04,65            | 8. у гр. 5         | Нису се квалификовале | Нису се квалификовале | Нису се квалификовале | 42 / 45               |        |
| Тес Кирсоп-Кол       | 800 м            | 2:01,40      | 2:05,74            | 7. у гр. 3         | Нису се квалификовале | Нису се квалификовале | Нису се квалификовале | 43 / 45               |        |
| Џесика Хал           | 1.500 м          | 3:58,81 НР   | 4:04,68 КВ         | 2. у гр. 2         | 4:01,81 КВ            | 3. у гр. 1            | 4:01,82               | 7 / 42                |        |
| Џорџија Грифит       | 1.500 м          | 4:00,16      | 4:07,65 кв         | 3. у гр. 1         | 4:05,16 КВ            | 4. у гр. 2            | 4:03,26               | 9 / 42                |        |
| Линден Хол           | 1.500 м          | 3:59,01      | 4:08,71 КВ         | 3. у гр. 3         | 4:04,65               | 8. у гр. 1            | Нису се квалификовале | 12 / 42               |        |
| Роуз Дејвис          | 5.000 м          | 15:07,49     | 15:45,95           | 15. у гр. 2        |                       |                       | Нису се квалификовале | 27 / 35 (37)          |        |
| Натали Руле          | 5.000 м          | 31:43,51     | Није завршила трку | Није завршила трку | Није се квалификовала | Није се квалификовала |                       |                       |        |
| Рошел Роџерс         | Маратон          | 2:34:45      |                    |                    |                       |                       | 3:05:12               | 35 / 40 (70)          |        |
| Мишел Џенеке         | 100 м препоне    | 12,82        | 12,84 КВ ЛРС       | 3. у гр. 6         | 12,66 (.656) ЛР       | 4. у гр. 1            | Није се квалификовала | 19 / 36 (38)          |        |
| Селест Мучи          | 100 м препоне    | 12,96        | 13,01 кв           | 4. у гр. 3         | Дисквалификована      | Дисквалификована      | Није се квалификовала | Није се квалификовала |        |
| Лиз Клеј             | 100 м препоне    | 12,71        | Дисквалификована   | Дисквалификована   | Није се квалификовала | Није се квалификовала | Није се квалификовала | Није се квалификовала |        |
| Сара Карли           | 400 м препоне    | 55,09        | 55,89 КВ           | 3. у гр. 4         | 55,57 ЛРС             | 7. у гр. 1            | Нису се квалификовале | 21 / 36 (37)          |        |
| Ејми Кешин           | 3.000 м препреке | 9:27,91      | 9:21,46 ЛР         | 8. у гр. 2         |                       |                       | Нису се квалификовале | 17 / 42               |        |
| Бриел Ербахер        | 3.000 м препреке | 9:32,96      | 9:40,55            | 11. у гр. 1        | 33 / 42               |                       | Нису се квалификовале |                       |        |
| Кара Фејн Рајан      | 3.000 м препреке | 9:36,35      | 9:43,41            | 11. у гр. 3        | 34 / 42               |                       | Нису се квалификовале |                       |        |
| Џемама Монтаг        | 20 км ходање     | 1:27:27 НР   |                    |                    |                       |                       | 1:28:17               | 4 / 36 (41)           |        |
| Ребека Хендерсон     | 20 км ходање     | 1:31:44      | 1:34:38            | 20 / 36 (41)       |                       |                       |                       |                       |        |
| Кели Рудик           | 35 км ходање     | 3:00:04      | 3:11:55            | 34 / 35 (41)       |                       |                       |                       |                       |        |
| Еленор Патерсон      | Скок увис        | 1.99         | 1,93 кв            | 1. у гр. А         |                       |                       | 2,02 =ОР, =НР, ЛР     |                       |        |
| Никола Олислагерс    | Скок увис        | 2,02 НР      | 1,93 кв            | 5. у гр. Б         | 1,98 =ЛР              | 5 / 29 (30)           |                       |                       |        |
| Нина Кенеди          | Скок мотком      | 4,82 НР      | 4,50 кв            | 5. у гр. Б         | 4,80 ЛРС              |                       |                       |                       |        |
| Брук Бушкуел         | Скок удаљ        | 7,13 НР      | 6,76 кв            | 4. у гр. А         | 6,87                  | 5 / 25 (28)           |                       |                       |        |
| Саманта Дале         | Скок удаљ        | 6,70         | 6,04               | 12. у гр. Б        | Нису се квалификовале | 24 / 25 (28)          |                       |                       |        |
| Александра Хали      | Бацање кладива   | 70,55        | 68,83              | 10. у гр. А        | Нису се квалификовале | 18 / 30               |                       |                       |        |
| Келси-Ли Робертс     | Бацање копља     | 67,70        | 61,27 кв           | 3. у гр. Б         | 66,91 СРС             |                       |                       |                       |        |
| Мекензи Литл         | Бацање копља     | 63,18        | 59,06 кв           | 5. у гр. А         | 63,22 ЛР              | 5 / 27 (29)           |                       |                       |        |
| Кетрин Мичел         | Бацање копља     | 68,92 НР     | 50,70              | 14. у гр. Б        | Није се квалификовала | 25 / 27 (29)          |                       |                       |        |